# Tomasz Gawiński
Tomasz Gawiński (ur. 6 lipca 1959) – polski dziennikarz, reporter, pisarz i publicysta. Absolwent Uniwersytetu Gdańskiego – kierunek Ekonomika Obrotu Towarowego i Usług na Wydziale Ekonomiki Produkcji. 

## Kariera dziennikarska
Przez wiele lat reporter, dziennikarz śledczy był związany m.in. w „Wieczorem Wybrzeża”, „Głosem Wybrzeża”, „Gazetą Gdańską”, „Superekspresem”. Współpracował m.in. z Tygodnikami: „Angora”, „Wybrzeże”, „Przegląd”, a także z Radiem Gdańsk. Redaktor naczelny wydawanego w Trójmieście „Tygodnika Wieczór”. 
Od 2004 roku na stałe związany z Tygodnikiem „Angora”, autor cyklu reportaży „Szukamy ciągu dalszego”. Do chwili obecnej opublikował ponad 1000 tekstów, w większości na temat osób(postaci ze świata show biznesu - aktorów, reżyserów, piosenkarzy, artystów, jak również sportowców, dziennikarzy, polityków), które w przeszłości były popularne.
Pracował dla TVP, Telewizji Polonia 1 i Tele-Top, w której był redaktorem naczelnym oraz przez kilka lat realizował cykliczny, autorski program publicystyczny „Snajper”.
Pełnił funkcję rzecznika prasowego takich imprez jak: Mistrzostwa Świata Motorowodniaków w Żarnowcu w 1994 roku, kilku Międzynarodowych Turniejów Tenisowych o Puchar Davisa na kortach Gdyńskiej Arki. W latach 1997–2000 sprawował funkcję dyrektora Biura Prasowego i rzecznika prasowego Sopot Festiwal, za co wyróżniono go nagrodą „Złotego Pióra”. Był także rzecznikiem prasowym filmu „Czarny czwartek – Janek Wiśniewski padł”. Obecnie pełni funkcję rzecznika prasowego w Akademii Muzycznej im. Stanisława Moniuszki w Gdańsku.
Działał w Radzie Głównej i Zarządzie Syndykatu Dziennikarzy Polskich, jest członkiem Stowarzyszenia Dziennikarzy Polskich.
Pomysłodawca, autor i gospodarz „Spotkań autorskich” w gdyńskim Konsulacie Kultury.
W 2022 roku Tomasz Gawiński wydał swoją pierwszą książkę pt.: "Znani i nie(zapomniani). Szukamy ciągu dalszego". Są to rozmowy, które autor przeprowadzał w latach dwutysięcznych z aktorami, wokalistami, sportowcami, niektórzy są dziś trochę zapomniani, niektórzy nadal pracują. Wśród nich są np. Tomasz Borkowy, Leszek Teleszyński, Emilia Krakowska, Olga Lipińska. Tych rozmów jest czterdzieści, autor publikował je wcześniej w Angorze.

## Twórczość
- „Szukamy ciągu dalszego” – Tadeusz Kwinta – jedna z legend krakowskiej Piwnicy pod Baranami [online], Dziennik Teatralny [dostęp 2021-11-12] (pol.).
- Wybrane publikacje cyklu „Szukamy ciągu dalszego” [online], e-teatr.pl [dostęp 2021-11-12] (pol.).
- "Znani i nie(zapomniani). Szukamy ciągu dalszego" - autorska książka Tomasza Gawińskiego